# High Laver
High Laver è un villaggio e parrocchia civile dell'Inghilterra, appartenente alla contea dell'Essex.
Qui morì il giusnaturalista e filosofo John Locke, iniziatore del liberalismo classico.